# Gudsfred
Gudsfred (latin: pax Dei, treuga Dei) innebär att under vissa högtider, dagar eller på vissa heliga platser får inga fientliga handlingar förekomma, eller att vissa grupper är skyddade (fridlysta) från sådana handlingar. Den romersk-katolska kyrkan införde gudsfred under medeltiden som en åtgärd mot alla krig som ädlingar och stormän satte igång.

## Historik
Gudsfred är ett utslag av den romersk-katolska kyrkans strävan att begränsa de ständiga fejderna bland stormännen. Detta skedde genom från början frivilliga överenskommelser, som ingåtts under kyrkans ledning. Idén till detta uppstod i södra och mellersta Frankrike 
i slutet av 900-talet, framför allt vid synoder år 990 i Narbonne, Puy-en-Velay och Charroux.
Man kan urskilja två faser i utvecklingen av gudsfreden. I sin äldre form innebar dessa mestadels gudsfreder ingångna på provinsialkonsilier, som sedan besvors av lekmannabefolkningen var bindande bara för dem som besvurit överenskommelsen. Dessa innefattade fridlysning av kyrkobyggnader och delvis även annan kyrklig egendom samt av vissa bestämda befolkningsgrupper (präster, munkar, pilgrimer, köpmän, kvinnor, på åkern arbetande bönder o.s.v.). I denna gestalt spred sig rörelsen till norra Frankrike och Burgund och nådde sin höjdpunkt omkring 1034.
Till denna äldre rörelse anknyter sig den egentliga gudsfreden, som innebar, att på vissa bestämda dagar eller årstider var alla fejder förbjudna, alltså ett på Guds vilja beroende vapenstillestånd inträdde. Efter att idéerna tidigare framkommit (synoden i Elne 1027), framträder denna rörelse omkring 1040 i Akvitanien och fick, med understöd av Odilo av Cluny, en hastig spridning 1041 Piemont och Lombardiet, 1042 Normandie, 1060-talet Flandern och Katalonien, 1082 Tysk-romerska riket, 1089 Syd-Italien). Fridlysningen gällde från början tiden från lördag afton till måndag morgon, senare tiden från onsdag afton till lördag morgon, med andra ord på de dagar, som helgats av Kristus lidande, död och uppståndelse. Desstuom gällde den vanligen även under fastan samt tiden från påsk till trefaldighetssöndag, från advent till epifanien samt ibland även på vissa andra dagar. Dessutom kvarstod även ofta från den äldre rörelsen fridlysningen av vissa byggnader och befolkningsgrupper. I sin senare form påbjöds gudsfreden som allmän kyrkolag bindande för alla (på mötet i Clermont 1095 samt på Lateransynoderna 1123, 1139 och 1179).
Från 1100-talets början går gudsfredsrörelsen tillbaka för att i sinom tid lämna plats för den världsliga maktens fridsskydd.